# フクム
フクム（Hukum、2017年4月2日 - ）は、イギリスの競走馬。主な勝ち鞍は2022年のコロネーションカップ、2023年のキングジョージVI世&クイーンエリザベスステークス。

## デビューまで
フクムはドバイの王族シェイク・ハムダンが運営するシャドウェル・エステートが所有する競走馬であり、2017年にアイルランドで生産され、オーウェン・バローズのもとに入厩し調教を受けた。

## 競走馬時代

### 2歳（2019年）
9月11日ニューベリー競馬場の条件戦にてジム・クローリーを鞍上に迎えてデビューして3着。11月19日ケンプトン競馬場にて初勝利を挙げた。

### 3歳（2020年）
6月17日キングジョージ5世ステークスより始動して勝利。8月15日ジェフリーフリアステークス(G3)では中団の埒沿いから進出すると逃げ馬を捕らえて2馬身半差で勝利して、3連勝でグループ競走初制覇となった。
その後は5月12日のセントレジャーステークス(G1)に出走するも5着に敗れた。

### 4歳（2021年）
4月23日のゴードンリチャーズステークスから始動して4着。続く5月22日タップスターステークス(L)は勝利した。その後は6月19日ロイヤルアスコット開催のハードウィックステークス(G2)に出走してワンダフルトゥナイトの3着に敗れた。
7月10日シルバーカップ(G3)を勝利。続く8月14日のジェフリーフリアステークス(G3)では2番手から楽な手応えで先頭に立ち2着に3馬身1/4差を付けて、グループ競走連勝で連覇を達成した。
その後は9月4日のセプテンバーステークス(G3)を2着。10月2日のカンバーランドロッジステークス(G3)では6馬身半差の圧勝でグループ競走4勝目を飾った。12月にある香港国際競走の香港ヴァーズへ参戦する案もあったが、4月から10月まで使い込んでいたことから休養を与えるために回避となった。

### 5歳（2022年）
3月5日のドバイシティーオブゴールド(G2)から始動。中団外の7番手で追走して、直線入り先頭に立ったウィズアウトアファイトと叩き合ってアタマで捩じ伏せて優勝。G2初制覇、グループ競走5勝目を挙げた。
その後は3月26日のドバイシーマクラシック(G1)に出走するもシャフリヤールの7着に敗れた。
6月4日のコロネーションカップ(G1)では3番人気で出走。前年の覇者パイルドライヴァーがハナを奪いフクムは斜め後ろの2番手を追走。そのままの隊列で迎えた直線では先に動いたパイルドライヴァーから仕掛けを遅らせて、一気にパイルドライヴァーとの差を広げて4馬身1/4差で圧勝。待望のG1初制覇を果たした。
しかし、コロネーションカップの後に後肢の骨折が判明し、残りシーズンを棒に振ることとなった。

### 6歳（2023年）
5月25日のブリガディアジェラードステークス(G3)で約1年ぶり戦線復帰。同じく約1年ぶりの実戦となったデザートクラウンが直線で最後方から先頭に抜け出すも、それから遅れてフクムも追い上げてゴール前で半馬身差で差し切って勝利した。
７月29日のキングジョージ6世&クイーンエリザベスステークス(G1)に4番人気で出走。レースはボリジョイバレエとポイントロンズデールが先導する形となり、フクムはそれから3馬身ほどの内埒沿いに付ける。その外でウエストオーバーが並ぶように中間点を通過し、直後にキングオブスティールと1番人気馬オーギュストロダンの3歳馬2頭が固めた。オーギュストロダンが早くも苦しくなって脱落していくなか、ウエストオーバーが大外から直線に入り、フクムがそれを追撃。残り2ハロンから2頭の叩き合いをなり、抜きつ抜かれつの激闘の末にフクムがウエストオーバーにアタマ差を付けて制して優勝。2度目のG1制覇を果たした。管理するバローズ師は「言葉にならない。彼は究極のスターだろ?」とフクムの勝利に歓喜した。クローリー騎手も「これまで騎乗した中で最高のレースでしたよ。間違いありませんね。そうではないなどとどうして言えるでしょうか」と今回の競走の評価をそう断言した。しかしながら叩き合いときに鞭の使用制限の6回を超える9回使用したために、20日間の騎乗停止と1万ポンド（約183万円）の罰金が科された。
その後、キングジョージ6世&クイーンエリザベスステークスの負荷への考慮と、休養を挟んでいい馬体になったとして、前哨戦を挟まずに凱旋門賞に直行することを発表。10月1日の凱旋門賞では道中2・3番手で追走するも直線で伸び切れず9着に終わった。10月17日、現役を引退し2024年より北海道日高町のダーレー・ジャパン・スタリオン・コンプレックスで種牡馬入りすることになった。

## 血統表
| フクムの血統               | フクムの血統                                   | フクムの血統                                   | （血統表の出典）                               | （血統表の出典） |
| 父系                       | ダンジグ系                                     | ダンジグ系                                     | ダンジグ系                                     | [ § 2 ]          |
| 父 Sea the Stars 鹿毛 2006 | 父の父Cape Cross 黒鹿毛 1994                   | Green Desert                                   | Danzig                                         | Danzig           |
| 父 Sea the Stars 鹿毛 2006 | 父の父Cape Cross 黒鹿毛 1994                   | Green Desert                                   | Foreign Courier                                |                  |
| 父 Sea the Stars 鹿毛 2006 | 父の父Cape Cross 黒鹿毛 1994                   | Park Appeal                                    | Ahonoora                                       | Ahonoora         |
| 父 Sea the Stars 鹿毛 2006 | 父の父Cape Cross 黒鹿毛 1994                   | Park Appeal                                    | Balidaress                                     |                  |
| 父 Sea the Stars 鹿毛 2006 | 父の母Urban Sea 栗毛 1989                      | Miswaki                                        | Mr. Prospector                                 | Mr. Prospector   |
| 父 Sea the Stars 鹿毛 2006 | 父の母Urban Sea 栗毛 1989                      | Miswaki                                        | Hopespringseternal                             |                  |
| 父 Sea the Stars 鹿毛 2006 | 父の母Urban Sea 栗毛 1989                      | Allegretta                                     | Lombard                                        | Lombard          |
| 父 Sea the Stars 鹿毛 2006 | 父の母Urban Sea 栗毛 1989                      | Allegretta                                     | Anatevka                                       |                  |
| 母 Aghareed 鹿毛 2009      | 母の父Kingmambo 鹿毛 1990                      | Mr. Prospector                                 | Raise a Native                                 | Raise a Native   |
| 母 Aghareed 鹿毛 2009      | 母の父Kingmambo 鹿毛 1990                      | Mr. Prospector                                 | Gold Digger                                    |                  |
| 母 Aghareed 鹿毛 2009      | 母の父Kingmambo 鹿毛 1990                      | Miesque                                        | Nureyev                                        | Nureyev          |
| 母 Aghareed 鹿毛 2009      | 母の父Kingmambo 鹿毛 1990                      | Miesque                                        | Pasadoble                                      |                  |
| 母 Aghareed 鹿毛 2009      | 母の母Lahudood 鹿毛 2003                       | Singspiel                                      | In The Wings                                   | In The Wings     |
| 母 Aghareed 鹿毛 2009      | 母の母Lahudood 鹿毛 2003                       | Singspiel                                      | Glorious Song                                  |                  |
| 母 Aghareed 鹿毛 2009      | 母の母Lahudood 鹿毛 2003                       | Rahayeb                                        | *アラジ                                        | *アラジ          |
| 母 Aghareed 鹿毛 2009      | 母の母Lahudood 鹿毛 2003                       | Rahayeb                                        | Bashayer                                       |                  |
| 母系(F-No.)                | ハイクレア(FN:2-F)                             | ハイクレア(FN:2-F)                             | ハイクレア(FN:2-F)                             | [ § 3 ]          |
| 5代内の近親交配            | Mr. Prospector M3×S4×M5、Northern Dancer S5×M5 | Mr. Prospector M3×S4×M5、Northern Dancer S5×M5 | Mr. Prospector M3×S4×M5、Northern Dancer S5×M5 | [ § 4 ]          |
| 出典                       | 1. 2. 3. 4.                                    | 1. 2. 3. 4.                                    | 1. 2. 3. 4.                                    | 1. 2. 3. 4.      |

- 1歳下の全弟にインターナショナルステークスなどG1・6勝を挙げたバーイードがいる。
- 祖母ラフドゥードは米G1・ブリーダーズカップ・フィリー&メアターフ、フラワーボウルステークス優勝馬。